# Shasta (llengua)
El shasta és una llengua ameríndia del grup de les llengües shasta que s'havia parlat al nord de Califòrnia i al sud-oest d'Oregon. Era dividida en un cert nombre de dialectes, i potser n'era un d'ells l'Okwanuchu. El 1980 només eren vius dos parlants fluents de la llengua. Actualment tots els shasta parlen anglès.

## Sons

### Consonants
|            |            | Bilabial | Dental | Palatal | Velar | Glotal |
| ---------- | ---------- | -------- | ------ | ------- | ----- | ------ |
| Nasal      | Nasal      | m        | n      |         |       |        |
| Oclusiva   | plain      | p        | t      |         | k     | ʔ      |
| Oclusiva   | ejectiva   | pʼ       | tʼ     |         | kʼ    |        |
| Africada   | plain      |          | ts     | tʃ      |       |        |
| Africada   | ejectiva   |          | tsʼ    | tʃʼ     |       |        |
| Fricativa  | Fricativa  |          | s      |         | x     | h      |
| Ròtica     | Ròtica     |          | r      |         |       |        |
| Aproximant | Aproximant |          |        | j       | w     |        |

La longitud és distintiu per a les consonants en shasta. Les africades són generalment escrites <c> i <č>, i les ejectives indicades per un apòstrof escrit sobre el caràcter. El fonema /j/ és representat per <y>.

### Vocals
El shasta té quatre vocals, /i e a u/, amb longitud contrastiva, i dos tons: alt, marcat amb un accent agut, i baix, que no és marcat.